# Camille op haar sterfbed

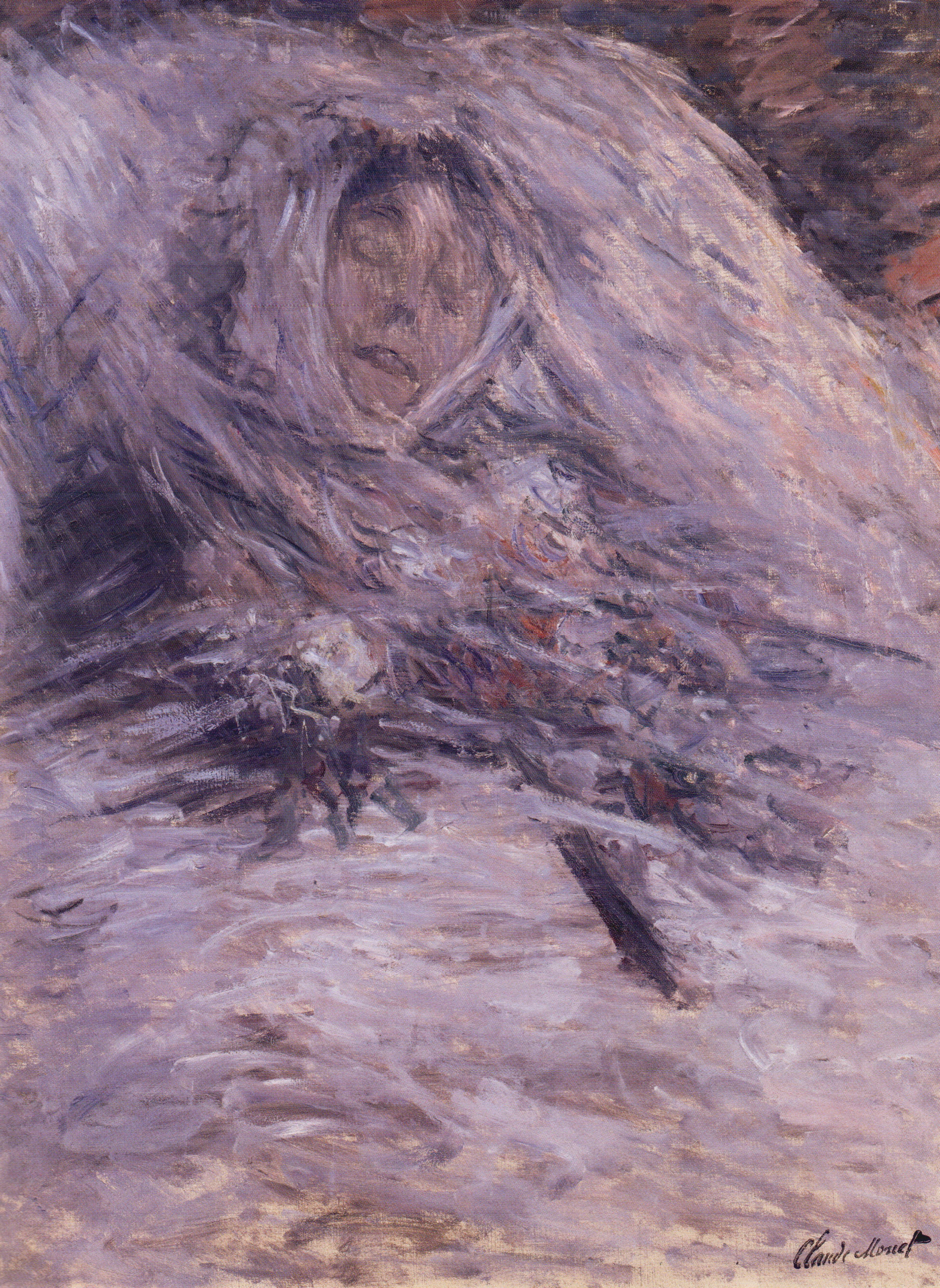

Camille op haar sterfbed (Camille Monet sur son lit de mort) is een impressionistisch schilderij van de Franse kunstschilder Claude Monet uit 1879.
Het schilderij is vervaardigd in olieverf op linnen en meet 90 x 68 cm. Afgebeeld is Monets vrouw Camille op haar sterfbed. Camille Doncieux stierf op 5 september 1879 in Vétheuil.
Het hangt in het Musée d'Orsay in Parijs.